# Groenkroonkoketkolibrie
De groenkroonkoketkolibrie (Stephanoxis lalandi) is een vogel uit de familie Trochilidae (kolibries). Het is een endemische vogelsoort van Brazilië. Deze vogel is genoemd naar de Franse natuuronderzoeker Pierre Antoine Delalande. De ondersoort S. l. loddigesii uit oostelijk Paraguay, zuidelijk Brazilië en noordoostelijk Argentinië heeft inmiddels de status van aparte soort paarskroonkoketkolibrie.

## Kenmerken
De vogel is 8,5 tot 9,0 cm lang en weegt 2,2 tot 3,4 g. De vogel is van boven glanzend groen. Het mannetje heeft een paarsblauwe kin en borst en is verder grijs op de buik. Het vrouwtje heeft een geheel grijze buik. De snavel is recht en opvallend is de lange iriserende groene kuif, waarvan de langste veer paarszwart is.

## Verspreiding en leefgebied
Deze soort komt voor in oostelijk Brazilië Het leefgebied bestaat uit de ondergroei van bos dat ligt op zeeniveau tot meestal 1500 m boven de zeespiegel, vaak in de buurt van waterlopen.

## Status
De grootte van de populatie is niet geschat en over trends in aantallen is niets bekend. De vogel is niet zeldzaam en om deze reden staat deze soort als niet bedreigd op de Rode Lijst van de IUCN.